# Just a Pretty Face?
Just a Pretty Face? è il terzo album della cantante pop finlandese Anna Abreu, pubblicato il 21 ottobre 2009 dall'etichetta discografica Sony.
L'album ha raggiunto la seconda posizione della classifica finlandese degli album. Sono stati estratti come singoli tre brani: Music Everywhere, Impatient e Slam.

## Tracce
CD (Sony Music Entertainment 60430)
1. Music Everywhere – 3:15 (Rauli Eskolin, Eva Peijakas, Patric Sarin)
2. Liquid – 3:46 (Anna Abreu, Rauli Eskolin, Patric Sarin)
3. Aural Exam – 4:05 (Anna Abreu, Rauli Eskolin, Eva Peijakas)
4. Impatient – 3:46 (Anna Abreu, Raul Eskolin, Patric Sarin)
5. Mr. Perfect – 3:40 (Osmo Ikonen, Kimmo Laiho)
6. 7 Days, 7 Nights – 3:49 (Anna Abreu, Veikka Erkola, Rauli Eskolin, Street Korba)
7. Letting Me Go – 3:27 (Veikka Erkola, Street Korba, Paula Vesala)
8. Shine – 3:46 (Henri Lanz, Will Rappaport, Tenna Torres)
9. Slam – 2:59 (Steve Lee, Patric Sarin)
10. Capital C – 3:48 (Anna Abreu, Rauli Eskolin, Eva Peijakas)
11. 2nd Chance – 3:24 (David Åström, Patrik Berggren, Jonas Myrin)
12. Do Avesso – 4:13 (Anna Abreu, Marina Alberto, Rauli Eskolin)

Durata totale: 43:58

## Classifiche
| Classifica (2009) | Posizione massima |
| ----------------- | ----------------- |
| Finlandia         | 2                 |